# 이탈리아 리라
리라(이탈리아어: lira, 복수형 lire)는 1861년부터 2002년까지 통용된 이탈리아의 통화로, 1 리라는 100 첸테시모(centesimo)에 해당된다.
이탈리아 리라는 2002년 2월 28일까지 유로와 함께 통용되었으며, 10, 20, 50, 100, 200, 500, 1000 리라짜리 동전과 1000, 2000, 5000, 10000, 50000, 100000, 500000 리라짜리 지폐가 통용되었다. 유로와의 교환 비율은 1 유로 = 1936.27 리라이다.
유로로 화폐를 통일하기 전까지 이탈리아 리라는 OECD 국가들의 화폐 중 가장 액면 가치가 낮은 화폐였고 유럽 국가 통화 중 튀르키예 리라와 함께 몇 안 되는 대한민국 원보다 단위가 컸던 통화였다. 2002년 당시 환율은 1리라 = 0.62원 정도였다. 그러나 이탈리아가 유로로 전환하고 터키 역시 1000000 : 1로 디노미네이션을 단행하면서 현재는 대한민국 원을 거쳐 콜롬비아 페소가 OECD 국가 화폐들 중 가장 액면 가치가 낮다.
여하튼 유럽 국가 통화 중 한국 원보다 가치가 낮은 몇 안 되는 화폐여서 한국인들 입장에선 참 쓰기도 편리했고 또 환전할 때 단위가 더 커져서 부자가 되는 느낌을 받기도 했다고 한다. 이탈리아 리라의 가치가 이렇게 낮았던 이유는 제2차 세계대전 후유증으로 이탈리아에 인플레이션이 산발적으로 일어났는데 디노미네이션을 단행하기엔 다소 애매해서 그대로 내버려둔 탓에 그렇다고 한다.

## 같이 보기
- 이탈리아의 경제
- 이탈리아의 유로 주화
- 바티칸 시국의 유로 주화